# 순수 법학
순수 법학(純粹法學)은 20세기 초기의 의문으로 되어 있던 법률학의 규범학으로서의 자주성을 회복하려는 시도로서 법실증주의의 기반에 서서 비판적이며 철저하게 수행하였으며, 특히 켈젠을 중심으로 한 빈 학파에서 주장하였다. 
순수 법학은 존재와 당위(當爲)의 준별(峻別)을 매개로 해서 사회학적 고찰 방법과 정치적·윤리적 가치 판단을 배제하는 실정법의 순수한 이론을 기도했다. 순수 법학은 법규범의 논리 구조를 분석해서, 그것을 일정한 요건에 강제를 효과로서 귀속시키는 가언 명제(假言命題)로 파악, 또한 법규범의 타당 근거에 의거, 상위의 법규범에서 구해가는 과정이며, 법질서가 근본 규범을 정점으로 하는 단계 구조를 이루고 있는 것, 즉 이 단계 구조 가운데는 근본 규범을 제외한 모든 법규범이 상위의 규범에 대해서는 그 구체화·개별화로 되며, 하위의 규범에 대해서는 그 타당 근거로 됨을 명확히 하고, 이러한 입장에서 지적 인식으로서의 법해석이 행해질 수 있다는 것은 상위 규범에 포함되어 있는 하위 규범의 선택에서의 복수의 가능성을 확립하는 것뿐이며, 그 가운데 어느 것을 선택할 것인가는 실천적 결단에 맡기고 있음을 명확하게 했다.

## 같이 보기
- 공리
- 법학
- 법실증주의
- 도덕 실재론
- 자연법
- 규범
- 규범적
- 법철학
- 법치주의